# Hvedekorn (tidsskrift)
Hvedekorn er et dansk litterært tidsskrift, der udgives af Gyldendal. Det er udkommet siden 1920 og redigeres i dag af Lars Bukdahl (lyrik) og Christian Vind (billedkunst). Det blev indtil 2010 udgivet af Borgens Forlag, hvorefter Rosinante & Co overtog og udgav tidsskriftet indtil forlagets lukning i 2019.
Hvedekorn har haft andre navne, Klinte, Ung Dansk Litteratur og Vild Hvede og forskellige redaktører.

## Redaktører
- Klinte:
  - 1920-21 Knud Bruun-Rasmussen – herefter 5 års pause.

- Ung Dansk Litteratur:
  - 1925-28 Viggo F. Møller – herefter 2 års pause.

- Vild Hvede:
  - 1930-52 Viggo F. Møller

- Hvedekorn:
  - 1952-53 Halfdan Rasmussen
  - 1954 Ivan Malinovski
  - 1955-1960 Torben Brostrøm
  - 1960-65 Uffe Harder
  - 1965-67 Knud Holst
  - 1968-1996 Poul Borum
  - 1996-2001 Annemette Kure Andersen og Andreas Brøgger
  - 2002-2007 Morten Søndergaard, Tomas Thøfner og Andreas Brøgger (til 2005)
  - 2008- Lars Bukdahl